# Cosmoderus femoralis
Cosmoderus femoralis är en insektsart som beskrevs av Sjöstedt 1901. Cosmoderus femoralis ingår i släktet Cosmoderus och familjen vårtbitare. Inga underarter finns listade i Catalogue of Life.